# Final da Copa do Mundo de Ginástica Artística de 1986
A sétima Final da Copa do Mundo de Ginástica Artística foi realizada na cidade de Pequim, na China, em 1986 e contou com as provas do individual geral masculino e feminino.

## Medalhistas
| Evento           | Ouro                         | Prata               | Bronze                |
| ---------------- | ---------------------------- | ------------------- | --------------------- |
| Masculino        |                              |                     |                       |
| Individual geral | URS Yuri Korolev CHN Li Ning | nenhum              | URS Vladimir Artemov  |
| Feminino         |                              |                     |                       |
| Individual geral | URS Yelena Shushunova        | ROU Daniela Silivas | URS Oksana Omelyanick |

## Quadro de medalhas
| Ordem | País            | Medalha de ouro | Medalha de prata | Medalha de bronze | Total |
| ----- | --------------- | --------------- | ---------------- | ----------------- | ----- |
| 1     | União Soviética | 2               |                  | 2                 | 4     |
| 2     | Japão           | 1               |                  |                   | 1     |
| 3     | Roménia         |                 | 1                |                   | 1     |
| TOTAL | TOTAL           | 3               | 1                | 2                 | 6     |